# Reserva estatal Gara-Yaz
La reserva estatal Gara-Yaz o Qarayazy (en azerí, Qarayazı dövlət təbiət qoruğu) es una reserva natural establecida en una superficie de 48,55 km² en 1978 para proteger y restaurar los bosques de ribera alrededor del río Kurá. Protege principalmente sistemas ecológicos llamados tugai (terreno de inundación) excepcionales y en peligro, ocupando las tierras en la corriente media del Kur. Los bosques de ribera incluyen árboles como el álamo blanco, el roble, aliso y acacia blanca. Entre los animales de uñas afiladas más extendidas se encuentran el jabalí y el ciervo, y entre las aves, pueden mencionarse el faisán y la paloma. El área de la reserva estatal Gara-Yaz fue ampliada de 48,03 km² a 96,58 km² el 2 de junio de 2003.